# Hard zwenkgras
Hard zwenkgras of hardzwenkgras (Festuca brevipila, synoniemen: Festuca ovina subsp. duriuscula, Festuca longifolia) is een vaste polvormende plant, die door sommige taxonomen als een ondersoort van Festuca ovina wordt beschouwd en behoort tot de grassenfamilie (Poaceae). Hard zwenkgras staat op de Nederlandse Rode lijst van planten als algemeen voorkomend en stabiel of toegenomen. Het aantal chromosomen is 2n = 42. Van hard zwenkgras komen verschillende rassen voor. Hard zwenkgras lijkt veel op groot schapengras, maar zijn van elkaar te onderscheiden op de bladkenmerken en de lengte van de kafnaalden.
De plant wordt 15-60 cm hoog. De stengel heeft violette knopen en is soms fijn behaard. Het vrij dikke, grijsgroene, 0,6 - 1,2 mm brede blad van niet-bloeiende spruiten is op doorsnede min of meer V-vormig. In het blad zitten zeven tot negen vaatbundels. Het aan de rand voorkomende sclerenchym zit in 3 - 5 strengen. Soms is het blad iets bedekt met een wasachtige laag. Op de bovenzijde van het dicht behaarde blad zitten haartjes, die korter zijn dan 0,3 mm. De bladscheden zijn tot de voet gespleten.
De hoofdbloei van hard zwenkgras is in mei en juni met 4 - 12 cm lange pluimen.
De aartjes zijn ongeveer 11 mm lang en 4 - 5 (8)-bloemig. Het 4 - 6 mm lange, onderste kroonkafje (lemma) heeft een 1,4 - 2,4 mm lange kafnaald. Het bovenste kroonkafje is ook 5 mm lang. Het onderste kelkkafje is 3,1 mm lang en het bovenste 4,8 mm. De vuilviolette helmknoppen zijn 2 - 3,5 mm lang. De vrucht is een graanvrucht.

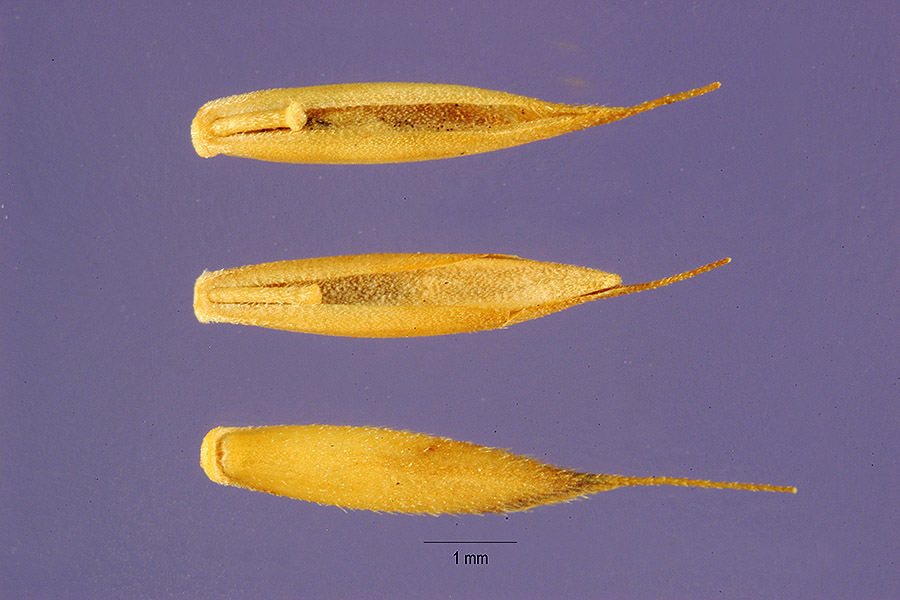
Aartje

De plant is zeer droogteresistent en komt voor op droge zandgrond in grasland, bermen, duinen en op ruige plaatsen.